# منتخب ألمانيا الشرقية لكرة اليد
منتخب ألمانيا الشرقية الوطني لكرة اليد  هو ممثل ألمانيا الشرقية  الرسمي في المنافسات الدولية في كرة اليد .